# Agence de l'eau Artois-Picardie
L'agence de l'eau Artois-Picardie est l'une des six agences françaises chargées de la lutte contre la pollution et de la protection des milieux aquatiques. Elle exerce sa compétence sur le bassin Artois-Picardie (départements du Nord, Pas-de-Calais, Somme, nord de l'Aisne et de l'Oise).

## Structure
La loi sur l’eau de 1964, renforcée en 1992, 2006 et 2010, a créé six agences de l’eau : des établissements publics spécifiques pour aider aussi bien techniquement que financièrement tous les acteurs qui luttent contre la pollution de l’eau, assurent la qualité de l’eau potable et veillent à la bonne gestion de la ressource en eau et
des milieux aquatiques dans chaque bassin.
La loi pour la reconquête de la biodiversité, de la nature et des paysages du 8 août 2016 élargit les missions des agences de l'eau à la biodiversité
marine et terrestre.
L'agence de l'eau Artois-Picardie compte 148 agents.
Depuis le 1er novembre 2019, Thierry Vatin est nommé directeur de l'agence de l'eau. Il succède à Bertrand Galtier, qui a passé 2 ans et demi à la tête de l’établissement. De juin 2010 à mars 2017, c'est Olivier Thibault qui a pris la direction de cet établissement. Un des premiers Directeurs de l'Agence, de 1974 à 1983, a été Jacques Vernier,.

## Missions
Elle assure une mission d’intérêt général et contribue à réduire les pollutions de l'eau de toutes origines et à protéger les ressources en eau et les milieux aquatiques (interventions financières, développement de stratégies et d'outils de planification, production et l’exploitation de données sur l'eau pour la connaissance, la gestion et l'évaluation). L'Agence assure également des missions de concertation, de coopération institutionnelle et internationale, d’information et d’éducation du citoyen pour soutenir les politiques de l’eau.
Pour exercer ses missions, l’agence de l’eau dispose d’instruments économiques : les redevances et les aides financières :
- Les redevances  sont des recettes fiscales environnementales perçues auprès des usagers de l’eau (consommateurs, industriels, agriculteurs, collectivités…). Elles constituent les recettes principales de l’agence de l’eau.
- Grâce à ces recettes, l’agence de l’eau apporte des aides financières (subventions, avances…) aux personnes publiques ou privées (collectivités, agriculteurs, industriels, associations…) qui réalisent des actions de lutte contre la pollution de l’eau ou de préservation de la ressource en eau.

C’est ce que l’on appelle le principe du « pollueur-payeur ».
Les priorités d’intervention, les montants des aides financières de l’Agence de l’Eau sont définis dans un programme pluriannuel d’actions d’une durée de 6 ans. Le 11e programme d'intervention couvre la période 2019-2024.
Enjeux et grandes orientations du 11e programme:
- Réussir l'adaptation au changement climatique et préserver la biodiversité : la gestion des eaux pluviales; la transition vers de nouvelles pratiques agricoles pour une meilleure qualité de l'eau, des sols, de la biodiversité et une meilleure santé pour l'Homme; protéger nos milieux naturels, anticiper nos besoins en eau, à travers la connaissance; lutter contre le gaspillage de l'eau, favoriser la compréhension des enjeux de l'eau;
- poursuivre les efforts pour réduire la pollution et protéger notre ressource : assurer la solidarité internationale; protéger notre ressource en eau; poursuivre l'amélioration du fonctionnement des réseaux d'assainissement; poursuivre l'amélioration du traitement des eaux usées; soutenir la gouvernance de l'eau
- un zonage prioritaire : la solidarité territoriale

## Territoire

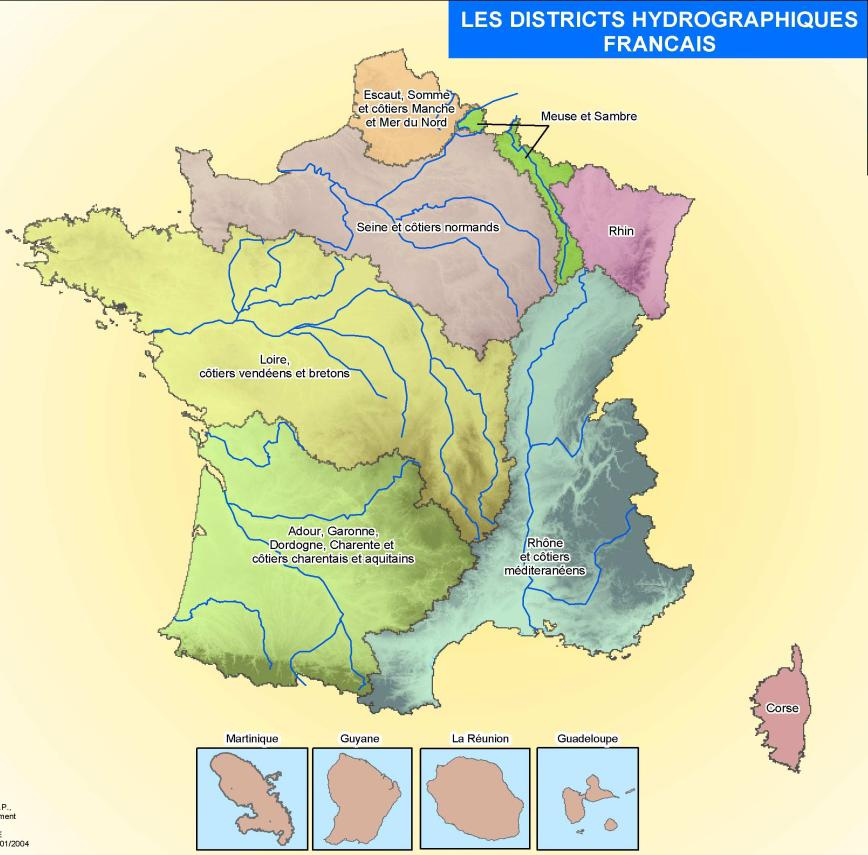
Les sept districts hydrographiques de la France métropolitaine ; celui couvert par l'agence de l'eau Artois-Picardie est en orange, tout au nord.

Le territoire couvert par l'agence est le bassin Artois-Picardie.(départements du Nord, Pas-de-Calais, Somme, nord de l'Aisne et de l'Oise).
Quelques chiffres
- 8 000 km de cours d’eau
- 270 km de côtes
- Population : 4,8 millions d’habitants
- Densité moyenne : 238 hab./km2
- 2 466 communes
- 25 % population rurale
- 75 % population urbaine

## Publications
L'agence publie plusieurs revues à destination des professionnels et du grand public, dont certaines en collaboration avec d'autres organismes. État des eaux et des milieux aquatiques en Artois-Picardie a été publié jusqu'en 2005. Le Bulletinfo Satege est semestriel, publié depuis juin 2002. Contre-courant et contre-courant junior sont également édités depuis 2002, mais ont une fréquence trimestrielle. Enfin, Infeau est publié irrégulièrement depuis septembre 2005.

## Siège
Le siège de l'Agence est situé à Douai. En 1989, le siège de l'agence est agrandi,. Devant le bâtiment est implantée une œuvre d'art contemporain réalisée par Eugène Dodeigne.